# Бобровец (Словаччина)
Бобровец (словац. Bobrovec) — село, громада округу Ліптовський Мікулаш, Жилінський край, регіон Ліптов. Кадастрова площа громади — 31,13 км².
Населення 1935 осіб (станом на 31 грудня 2018 року).

## Історія
Бобровец згадується 1231 року.

## Географія
Протікає Полянський потік.

## Населення
| Рік:            | 1994. | 2004.   | 2014.   | 2024.   |
| --------------- | ----- | ------- | ------- | ------- |
| Кількість осіб: | 1811  | 1783    | 1873    | 1984    |
| Різниця:        |       | -1,54 % | +5,04 % | +5,92 % |

| Рік:            | 2023. | 2024.   |
| --------------- | ----- | ------- |
| Кількість осіб: | 1996  | 1984    |
| Різниця:        |       | -0,60 % |